# Bettina Heinen-Ayech
Bettina Heinen-Ayech  (* 3 de setembro de 1937 em Solingen; † 7 de Junho de 2020 em Munique) foi uma pintora alemã. Ela ficou conhecida pelos seus quadros paisagísticos da Argélia.

## Biografia
Bettina Heinen era a filha do jornalista Johann Jakob Josef "Hanns" Heinen, da cidade de Bauchem (1895-1961), que era o redator-chefe do jornal Solinger Tageblatt e do jornal da indústria Eberswalder Offertenblatt, como também poeta e dramaturgo. Sua mãe Erna, nascida Steinhoff (1898-1969), nasceu em Düsseldorf e descendia de uma família de Westfalen, com sede na Senhoria Haus Ahse, próximo à cidade de Soest. Bettina Heinen tinha dois irmãos e uma irmã; os filhos cresceram num lar aberto à arte em Solingen. A família morava numa velha casa em estilo bechamel no bairro Höhscheid, que antes tinha servido como residência do supervisor de uma mina de chumbo. Sempre que Heinen voltava à sua cidade natal, ele morava nessa casa.
Durante a Segunda Guerra Mundial, Bettina Heinen viveu a partir de 1942 com sua mãe e sua irmã em Kreuzthal-Eisenbach, perto de Isny na região do Allgäu. Mais tarde o pintor e amigo da família, Erwin Bowien (1899-1972), passou a morar na mesma casa. Ele tinha voltado à Alemanha depois de 10 anos na Holanda, e estava constantemente fugindo das autoridades nazistas. O pai Hanns Heinen também teve que se esconder em 1944, depois de ter escrito um artigo sobre a verdadeira situação da Alemanha. Segundo Heinen, a carteira simplesmente rasgou os mandados de prisão que as autoridades tinham enviado a Kreuzthal.
De 1948 até 1954, a jovem Bettina Heinen estudou na Escola August Dicke, onde uma professora reconheceu e promoveu o seu talento. Ela recebeu uma educação artística inicial com Bowien, que tinha mudado para a "Schwarze Haus" ("Casa Preta") e que permaneceu o seu mentor até a morte. A partir de 1954 ela passou a frequentar as Escolas Profissionais de Colônia, na classe de pintura mural monumental do professor Otto Gerster XXX. Em 1955 foram apresentados pela primeira vez obras de Bettina Heinen - 20 aquarelas e desenhos - no Salão de Festas em Bad Homburg. A galerista de Frankfurt Hanna Bekker vom Rath incluiu obras de Bettina, que tinha então 18 anos, na mostra coletiva Arte Contemporânea Alemã (1955/56), onde elas foram exibidas ao lado de obras de Karl Schmidt-Rottluff, Paul Klee, Max Beckmann, Max Ernst, Ernst Ludwig Kirchner e Käthe Kollwitz numa turnê pela América do Sul, África e Ásia. Schmidt-Rottluff a aconselhou: "Bettina, fique fiel a si mesma!"
Em seguida ela estudou com o professor Hermann Kaspar na Academia de Artes de Munique e fez viagens ao Ticino. A partir de 1958, Bettina Heinen estudou na Real Academia de Artes da Dinamarca, em Copenhague, e fez a primeira de uma série de viagens à Noruega, onde ela comprou uma cabana perto da Cachoeira das Sete Irmãs. Em 1959 e 1962, Bettina ganhou bolsas do Ministério da Cultura do estado alemão de Nordrhein-Westfalen. Mais tarde ela passou uma temporada pintando na famosa ilha de Sylt, no Ticino, na Noruega como também em Paris. Em 1962, Bettina fez a sua primeira viagem ao norte da África, depois de ter sido convidada para uma exposição em Cairo pelo Instituto Cultural Alemão.
Em 1960, pintando com Bowien no Jardin du Luxembourg em Paris, ela conheceu o homem que mais tarde viria a ser o seu marido, o argelino Abdelhamid Ayech (1926-2010). Dois anos após o nascimento da filha Diana, em 1961, a família se mudou para Guelma, a cidade natal de Ayech na Argélia, que nesse meio-tempo tinha se tornado independente da França. Em 1969 nasceu o filho Haroun. Nos anos seguintes, Bettina Heinen-Ayech viveu entre Solingen e Argélia, onde ela ficou conhecida por rodar pelo país com um carro "que nasceu como um Renault R4", à procura de motivos para os seus quadros, sempre com um cigarro no canto da boca. Ela contava que o amor à Argélia tinha muito a ver com o amor pelo seu marido Hamid, um homem livre e corajoso.
Em 1968, o Museu Nacional de Belas Artes de Argel (Musée National des Beaux-arts d'Alger) comprou as primeiras obras de Bettina, e em 1976 ela ganhou o Grand Prix de la ville d'Alger. No mesmo ano ela se foi nomeada diretora da Associação Amigos de Erwin Bowien, que tinha morrido em 1972. Em 1992 houve uma retrospectiva de suas obras numa mostra no Musée National de Beaux-arts d'Alger. Em 1993 ela ganhou o Premio Cultural da Fundação Comunitária Baden, de Solingen. Em 2004 houve mais uma grande restrospectiva, sob o patrocínio da então Ministra da Cultura argelina Khalida Toumi; e em 2006 ela foi mais uma vez homenageada pelo governo argelino. No mesmo ano, durante a sua ausência, ladrões roubaram seis quadros de Erwin Bowien de sua casa em Solingen.
Até 2018, quadros de Bettina Heinen-Ayech foram mostrados em mais de 100 exposições individuais e coletivas na Europa, América e África. O prenome 'Bettina' se estabeleceu como nome artístico, também na escrita árabe بتينا.. A vida e as obras de Bettina foram apresentadas em livros e filmes. Em 2012 ela voltou pela primeira vez a Kreuzthal, esse evento foi filmado pela TV Bávara (Bayerischer Rundfunk, BR).
Bettina Heinen-Ayech morreu em Munique no dia 7 de Junho de 2020, com 82 anos.
Em 2020 uma placa comemorativa para ela e seus amigos de uma colônia de artistas foi montada na Schwarzes Haus. Em janeiro de 2022 foi inaugurada a Fundação Bettina Heinen-Ayech, Fundação para a Arte, Cultura e Diálogo Internacional. A Fundação administra o legado de Bettina.

## Obra

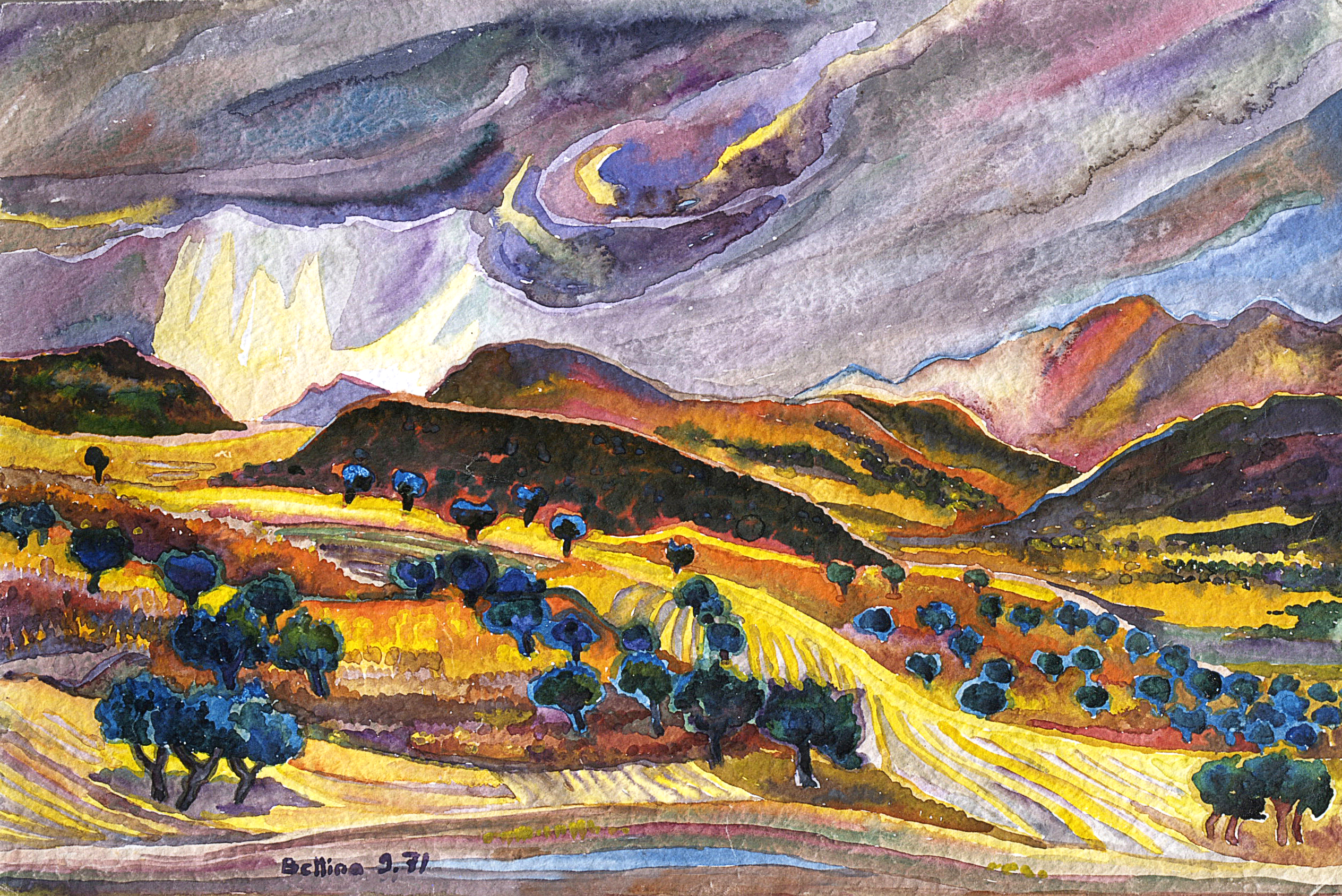
Tempestade de verão na Argélia (1974)

Durante a sua educação artística, Bettina Heinen-Ayech aprendeu todas as técnicas possíveis, mas se concentrou na aquarela. Como artista que pintava ao ar livre, ela criou muitos quadros paisagísticos, e poucos retratos. Nas suas estadias na Argélia ela desenvolveu a sua própria técnica: o ar em Guelma é muito seco, entao as aquarelas nao se fundem como na Europa, elas secam rapidamente. Por isso ela desenvolveu um método próprio: "Eu junto as cores fortes como um mosaico, uma pincelada ao lado da outra", dizia ela. A combinação das cores intensivas representavam muito bem as paisagens e a luz argelinas. Nos anos 90 e no começo do novo milênio, a Argélia sofreu muito sob o terrorismo, e Bettina só pôde pintar retratos, naturezas-mortas e o que ela via pela janela, já que ela nao podia viajar pelo país.
Bettina disse uma vez que na Argélia não só a sua técnica mudou, como também a sua personalidade. Ela se afastou dos seus "preconceitos europeus", e "ficava ouvindo" a bela natureza de Guelma: "A montanha ao sul, o Mahouna, seus campos cativam todos os meus sentidos e mantém vivas as minhas fantasias. Eu pinto essa região na primavera, enquanto os campos verdes com os seus pontos vermelhos da papoula cintilam em todas as suas tonalidades, muito distante do verde intenso da Europa. Eu a pinto no verão, quando as pontas azuis e violetas aparecem acima dos campos de trigos dourados; e no inverno, quando o vermelho da terra tem uma força incrível, muito difícil de representar!
Já em 1967 o jornalista Max Metzker escreveu no jornal Düsseldorfer Nachrichten sobre a pintora: Ela consegue fazer o observador comprender também uma paisagem que ele nao conhece. Os retratos nao sao simplesmente representações de pessoas, elas também sondam a fundo a alma humana.

## Exposições (Seleção)
- 1955 Salão de Festas em Bad Homburg, Alemanha.

- 1957 Nordfriesland Museum (Museu da Frísia do Norte). Nissenhaus, Husum; Copenhague, Clube Alemão.

- 1958 Castelo Welfen, em Münden, Alemanha.

- 1961 Berna, Suiça, Galerie Schneider.

- 1962 Cairo, Egito, Instituto Cultural Alemão.

- 1963 Solingen, Alemanha, Deutsches Klingenmuseum.

- 1966 Düsseldorf, Alemanha, Instituto Internacional de Formação Die Brücke (A Ponte).

- 1970 Tunis, Tunísia, exposição no Salon des Arts.

- 1972 Hamburgo, Alemanha, Galeria de Arte Contemporânea.

- 1973 Springe, Alemanha, Museum auf dem Burghof; Rabat, Marrocos, Instituto Goethe; Casablanca, Marrocos, Instituto Goethe.

- 1976 Gladbeck, Alemanha, Museu Schloss Wittringen.

- 1980 Remscheid, Alemanha, Museu da Cidade; Heimatmuseum Hasten.

- 1984 Damasco, Síria, Instituto Goethe. O Musée National de Damasco compra quadros seus; Aleppo, Síria, Musée National.

- 1986 El Oued, Argélia, Maison de la Culture.

- 1990 Würzburg, Alemanha, Hall Otto Richter, Freunde Mainfränkischer Kunst und Geschichte e.V.; Paris, França, Centre Culturel Algérien.

- 1992 Arundel, Reino Unido, Little Gallery.

- 1993 Argel,	Argélia, Grande Retrospectiva com mais de 120 quadros no Musée	National de Beaux Arts d'Alger. O museu compra quadros seus.

- 1998 Solingen,	Alemanha, August-Dicke-Gymnasium, por ocasião	do aniversário de 125 anos da escola.

- 2000 Solingen, Alemanha, Museu de Arte Baden; Paris, Prefeitura.

- 2002 Argel, Associação Teuto-Argelina.

- 2003 Aachen, Alemanha, Centre Culturel Français, por ocasião do	Ano Cultural Argelino na França.

- 2004 Argel, segunda grande retrospectiva com 100 quadros no Musée	National d' Alger, sob o patrocínio da Ministra da Cultura Khalida	Toumi.

- 2008 Angers, França, Castelo de Angers.

- 2017 Georgsmarienhütte, Alemanha, Museu Villa Stahmer.

## Museus, arquivos, coleções públicas
Quadros e documentos da artista Bettina Heinen-Ayech estão guardados em diversos museus, arquivos e coleções públicas em vários países da Europa e da África do Norte. Na Argélia há uma grande coleção de quadros da artista no Musée National des Beaux Arts d'Alger, como também na Coleção Artística da capital Argel na Galerie Samson e na Coleção do Gabinete Presidencial em Argel. Na Noruega há quadros dela na Coleção de Arte do Município de Alstahaug. Na Alemanha, obras de Bettina se encontram na Coleção de Artes do "Land" Rheinland-Westfalen, no Museu de Arte de Solingen, no Nordfrieslandmuseum. Em Zurique, obras e documentos sobre a artista estão guardados no Arquivo da SIK-ISEA, Instituto para a Ciência da Arte Histórica e Contemporânea.

## Prêmios
- 1976 Bettina Heinen-Ayech ganha o Grand Prix de la ville d'Alger.

- 1993 Prêmio Cultural da Fundação Comunitária Baden, Solingen.

- 1998 A cidade de Constantine homenageia a artista com um Prix d'Honneur.

- 2003 Prêmio Nacional Argelino, entregue pela Ministra da Cultura Khalida Toumi, como homenagem à obra completa da artista.

- 2006 Homenagem Oficial pelo Ministério da Cultura Argelino.

## Publicações
- (como editora) Hanns Heinen: Aus der Fülle des Lebens (Da plenitude da vida). Poemas. U-Form, Solingen.

- (como editora) Erwin Bowien: Das schöne Spiel zwischen Geist und Welt - mein Malerleben (A bela interação entre o espírito e o mundo - minha vida de pintor), ISBN 3-88234-101-7.

- (como editora) Erwin Bowien. Werkverzeichnis - Catalogue Raisonné - Werkoverzicht. U-Form, Solingen 1999, ISBN 3-88234-103-3.

## Literatura
- Eduard Fallet-von	Castelberg: . Kleiner, Berna 1967.	(alemão/francês)

- Ali	Elhadj-Tahar/Hans Karl Pesch: .	U-Form Verlag, Solingen 1982.

- Marianne Kopatz:	Solingen. 1985.

- Malika	Bouabdellah/Diana Millies/Bernard Zimmermann: Retrospectiva	. Editado pela	Caixa Econômica de Solingen. 1992.

- Malika	Bouabdellah: . 1993.

- Hans Karl Pesch: . 1999, ISBN 3-88234-106-8.

- Dalila Mahammed	Orfali: . 2005.

- Taieb Larak:	. 2007.

- Ali	Elhadj-Tahar/Dr. Haroun Ayech: "Bettina". Galerie Dar El	Kenz, Argel, 2016.

- Taieb Larak,	Bettina. Die Begegnung einer Malerin mit einer Landschaft (O encontro de uma pintora com uma paisagem). Bettina Heinen-Ayech et	l'Algérie. En-Nakhla, Algier, 2018, ISBN	978-9947-0-5382-9

- Dr. Claudia Schöning-Kalender; Bettina Heinen-Ayech: Bewegung, Farbe, Licht (Movimento, Cor, Luz). O legado artístico de uma	pintora. Art Profil, Revista artística, Caderno número 144-2021.

## Filmes
- 1992: Bettina	Heinen-Ayech, Lettre à Erwin Bowien (Carta a Erwin Bowien), Retrato	da artista (Hassan Bouabdellah, Visualis Production, Argel 1992.	Versão alemã: Bettina Heinen-Ayech, Brief an Erwin Bowien. Visualis	Production, em cooperação com Avalon Film+TV-Produktion, Solingen 1992).

- 2002: Bettina	Heinen-Ayech, Hymne à la nature (Boualem Aissaoui, CYM Audiovisuel,	Argel).

- 2010: A arte da	memória (reportagem sobre a primeira visita de Bettina Heinen-Ayech	em Kreuzthal desde o fim da guerra, na série da Bayerischer	Rundfunk „Entre Spessart e Karwendel“).

- 2015: Fluchtpunkt	im Allgäu (Ponto de fuga em Allgäu) – A arte da memória: Erwin	Bowien em Kreuzthal (Direção:	Georg Bayerle e Rudi Holzberger.	Bayerle-Kümpfel-Holzberger Foundation).

- 2017: Bettina Heinen-Ayech – Pintora de	Solingen na Argélia (Reportagem por ocasião	do aniversário de 80 anos da artista, na série "Lokalzeit	Bergisches Land, do canal WDR).